# Bryan Trottier
Bryan John Trottier (* 18. Juli 1956 in Val Marie, Saskatchewan) ist ein ehemaliger kanadisch-US-amerikanischer Eishockeyspieler, -trainer und -funktionär, der im Verlauf seiner aktiven Karriere zwischen 1972 und 1994 unter anderem 1500 Spiele für die New York Islanders und Pittsburgh Penguins in der National Hockey League auf der Position des Centers bestritten hat. Trottier gehört den erfolgreichsten Spielern der 1980er-Jahre in der NHL und begründete die Dynastie der New York Islanders, mit denen er vier seiner insgesamt sechs Stanley Cups gewann, entscheidend mit. Darüber hinaus erhielt er zahlreiche individuelle Auszeichnungen, die in der Aufnahme in die Hockey Hall of Fame im Jahr 1997 ihren Höhepunkt fanden. Nach seiner aktiven Karriere war er unter anderem als Cheftrainer bei den New York Rangers und als Director of Player Development bei den New York Islanders tätig.

## Karriere
Bryan Trottier wuchs auf einer Ranch mit Rinderzucht auf. Schon mit neun Jahren war er beim Rodeo. Das Schlittschuhlaufen hatte er auf einem Fluss gelernt, jedoch erst mit zehn Jahren durfte er in einem Team spielen. Während er sich hierbei stetig verbesserte, trat er nebenbei als Musikant mit seiner Familie in Bars auf. Als die New York Islanders sich bemühten die Swift Current Broncos als Farmteam zu kaufen, um mit ihnen nach Lethbridge umzuziehen, fiel ihnen Bryan Trottier auf. Beim NHL Amateur Draft 1974 holten die Islanders Bryan in der 2. Runde als 22. Spieler. Nach einem hervorragenden Jahr in Lethbridge schaffte er den Sprung in die NHL. In seiner ersten Saison brach er Marcel Dionnes Rekord mit 95 Punkten. In seinen ersten Jahren spielte er mit Clark Gillies und Billy Harris in einer Reihe die Long Island Lightning Company genannt wurde. Ab der Saison 1977/78 wurde Billy Harris von Mike Bossy ersetzt. Die neue Reihe nannte man Trio Grande. In der großen Zeit der Islanders war er zusammen mit Mike Bossy und Denis Potvin einer der Führungsspieler und hatte maßgeblichen Anteil an den vier Stanley Cup Siegen von 1980 bis 1983. Als die Islanders seinen Vertrag nicht verlängerten, wollte er mit 33 Jahren seine Karriere beenden. Er entschied sich jedoch, noch einmal bei den Pittsburgh Penguins weiterzumachen und gewann dort 1991 und 1992 den Stanley Cup. Er ist damit einer von fünf Spielern, die mit zwei unterschiedlichen Teams mindestens zweimal den Cup gewinnen konnten.
Nach seiner aktiven Karriere war er von 1994 bis 1997 Assistenztrainer bei den Pittsburgh Penguins und verbrachte die nächsten vier Jahre in derselben Position bei den Colorado Avalanche, bei denen er 2001 seinen siebten Stanley-Cup-Ring erhielt. 2002 betreute er für 56 Spiele die New York Rangers als Cheftrainer. 2006 kehrte Trottier zu den New York Islanders als Director of Player Development zurück und war bis 2014 für die Ausbildung des Nachwuchses mitverantwortlich. Im Juli 2014 gaben die Buffalo Sabres die Verpflichtung Trottiers als Assistenztrainer bekannt. Nach der Saison 2014/15, die die Sabres auf dem letzten Tabellenrang beendeten, wurde Cheftrainer Ted Nolan entlassen und Trottiers Vertrag nicht verlängert.
1997 wurde er mit der Aufnahme in die Hockey Hall of Fame geehrt. Die Islanders sperrten seine Nummer 19 am 20. Oktober 2001, die seitdem als Banner an der Decke des Nassau Veterans Memorial Coliseum hängt.

## Erfolge und Auszeichnungen
| - 1975 WCHL Player of the Year - 1975 WCHL First All-Star Team - 1976 Teilnahme am NHL All-Star Game - 1976 Calder Memorial Trophy - 1978 Teilnahme am NHL All-Star Game - 1978 NHL First All-Star Team - 1979 Teilnahme am Challenge Cup - 1979 Art Ross Trophy - 1979 Führender der Plus/Minus-Wertung - 1979 Hart Memorial Trophy - 1979 NHL First All-Star Team - 1980 Teilnahme am NHL All-Star Game - 1980 Stanley-Cup-Gewinn mit den New York Islanders - 1980 Conn Smythe Trophy - 1981 Stanley-Cup-Gewinn mit den New York Islanders | - 1982 Teilnahme am NHL All-Star Game - 1982 Stanley-Cup-Gewinn mit den New York Islanders - 1982 NHL Second All-Star Team - 1983 Teilnahme am NHL All-Star Game - 1983 Stanley-Cup-Gewinn mit den New York Islanders - 1984 NHL Second All-Star Team - 1985 Teilnahme am NHL All-Star Game - 1986 Teilnahme am NHL All-Star Game - 1988 Budweiser NHL Man of the Year Award - 1989 King Clancy Memorial Trophy - 1991 Stanley-Cup-Gewinn mit den Pittsburgh Penguins - 1992 Teilnahme am NHL All-Star Game - 1992 Stanley-Cup-Gewinn mit den Pittsburgh Penguins - 2001 Stanley-Cup-Gewinn mit der Colorado Avalanche (als Assistenztrainer) - 2001 Sperrung der Trikotnummer 21 durch die New York Islanders |

### International
- 1975 Silbermedaille bei der Junioren-Weltmeisterschaft
- 1981 Silbermedaille beim Canada Cup

## Rekorde
- 4 Tore in einem Drittel (13. Februar 1982; Islanders – Flyers 8:2; gemeinsam mit zehn weiteren Spielern)
- 6 Punkte in einem Drittel (23. Dezember 1978; Islanders – Rangers 9:4)
- 5 Sekunden bis zum ersten Tor in einem Spiel (22. März 1984; Bruins – Islanders 3:3; gemeinsam mit zwei weiteren Spielern)
- 2 Unterzahltore in einem Playoff-Drittel (8. April 1980; Islanders – Kings 8:1; gemeinsam mit fünf weiteren Spielern)
- 2 Unterzahltore in einem Playoff-Spiel (8. April 1980; Islanders – Kings 8:1; gemeinsam mit neun weiteren Spielern)
- 18 aufeinanderfolgende Playoff-Spiele in einer Saison mit mindestens einem Punkt (1981; 11 Tore und 18 Assists)
- 27 aufeinanderfolgende Playoff-Spiele mit mindestens einem Punkt (1980, 7 Spiele, 3 Tore und 5 Assists; 1981, 11 Tore und 18 Assists; 1982 2 Spiele, 2 Tore und 3 Assists)

## Karrierestatistik

### International
| Vertrat Kanada bei: - Junioren-Weltmeisterschaft 1975 - Canada Cup 1981 | Vertrat die USA bei: - Canada Cup 1984 | Vertrat die National Hockey League bei: - Challenge Cup 1979 |

(Legende zur Spielerstatistik: Sp oder GP = absolvierte Spiele; T oder G = erzielte Tore; V oder A = erzielte Assists; Pkt oder Pts = erzielte Scorerpunkte; SM oder PIM = erhaltene Strafminuten; +/− = Plus/Minus-Bilanz; PP = erzielte Überzahltore; SH = erzielte Unterzahltore; GW = erzielte Siegtore; 1 Play-downs/Relegation; Kursiv: Statistik nicht vollständig)

### NHL-Trainerstatistik
(Legende zur Trainerstatistik: Sp oder GC = Spiele insgesamt; W oder S = erzielte Siege; L oder N = erzielte Niederlagen; T oder U = erzielte Unentschieden; OTL oder OTN = erzielte Niederlagen nach Overtime oder Shootout; Pts oder Pkt = erzielte Punkte; Pts% oder Pkt% = Punktquote; Win% = Siegquote; Resultat = erreichte Runde in den Play-offs)